# Düzdidil Hanım
Düzdidil Hanım ( en turco otomano: دزددل قادین‎  ; del persa دزد دل duzd-i dil que significa "ladrón de corazones"; c. 1825 – 18 de agosto de 1845), conocida también como Düzdidil Kadın, fue la tercera consorte del sultán Abdulmejid I del Imperio Otomano .

## Vida
El historiador turco Necdet Sakaoglu en su libro “Los sultanes de esta propiedad” escribe que no se conoce ni la fecha de nacimiento de Duzdidil, ni de dónde era, pero sugiere que vivió entre 20 y 25 años. Filizten Hanimefendi en sus memorias indica que Duzdidil nació en 1825; al mismo tiempo, el escritor de memorias Harun Achba escribe en el libro "Esposas de los sultanes: 1839-1924" que ella nació en 1826 en el territorio del norte del Cáucaso en la familia del príncipe Ubykh Shihm Bey Dishan y al nacer dio a luz a la nombre Ayşe Disan; según Achba, la madre de Duzdidil podría ser un representante de la familia principesca abjasia Chachba. Fue presentada a Abdulmejid por su madre, Bezmiâlem Sultan . Düzdidil fue atraída en el año en que comenzó a recibir lecciones de piano, y ya en 1842 se celebró un matrimonio. 
Según Achba, Duzdidil se convirtió en el principal ikbal del Sultán, sin embargo, los historiadores turcos Necdet Sakaoglu y Chagatai Uluchay, así como el historiador otomano Mehmed Sureya Bey, coinciden en que Duzdidil después de la boda recibió el título de tercera esposa de Abdülmecit. 
Creció en la corte bajo la supervisión del tesorero jefe del harén. Abdülmecid un día se fijó en ella mientras tocaba el piano y decidió casarse con ella. Se casaron en 1840 y Düzdidil recibió el título de "Senior Ikbal" (BaşIkbal).
El 13 de octubre de 1841, dio a luz a dos hijas gemelas, Neyire Sultan y Münire Sultan en el antiguo palacio de Beşiktaş. Las princesas murieron una recién nacida y la otra a los dos años.
El 17 de agosto de 1843, dio a luz a su tercer hijo, una hija, Cemile Sultan en el Palacio Viejo Beylerbeyi. El 23 de febrero de 1845, dio a luz a su cuarto hijo, una hija, Samiye Sultan en el Palacio de Topkapi. La princesa murió dos meses después, el 15 de abril de 1845.
Charles White, quien visitó Estambul en 1843, escribió lo siguiente sobre ella:

The third...is cited as remarkable for her beauty, and not less so for her haughty and wayward disposition.

## Muerte
Düzdidil había sido víctima de la epidemia de tuberculosis que asolaba Estambul, enfermó de tuberculosis poco después del nacimiento de su hija Cemile Sultan. En un intento por mejorar la salud de su esposa, el sultán la envió a una de las fincas de la familia del sultán, ubicada en un clima diferente. Sin embargo, esto no ayudó: al regresar a la capital, Duzdidil se dio cuenta de que pronto moriría. El estado de la mujer se vio agravado por el hecho de que fue separada de su hija para que Cemile no contrajera tuberculosis. 
Alrededor de 1844 se le encargó un libro de oraciones lujosamente decorado. Como correspondía a su puesto, el libro de oraciones estaba profusamente ornamentado. Düzdidil fue separada de su hija viva y aislada, confiada al cuidado de su prima materna Cican Hanim, la cual la vio moirir en sus brazos.
Murió el 18 de agosto de 1845 y fue enterrada en el mausoleo de las damas imperiales en la Mezquita Nueva de Estambul . Cemile Sultan tenía solo dos años cuando murió Düzdidil. Fue adoptada por otra de las esposas del sultán Abdulmejid, Perestu Kadın, quien también fue la madre adoptiva de uno de sus medios hermanos, el sultán Abdul Hamid II .

## Descendencia
| Nombre        | Nacimiento            | Muerte                  | notas                                                                                                |
| ------------- | --------------------- | ----------------------- | --- |
| Neyire Sultán | 13 de octubre de 1841 | 14 de enero de 1844     | Hermana gemela de Münire, nacida en el Palacio Beşiktaş; enterrado en la mezquita Nuruosmaniye       |
| Münire Sultan | 13 de octubre de 1841 | 18 de diciembre de 1841 | Hermana gemela de Neyire, nacida en el Palacio Beşiktaş; enterrado en la mezquita Nuruosmaniye       |
| Cemile sultan | 17 de agosto de 1843  | 26 de febrero de 1915   | se casó una vez y tuvo descendencia, tres hijos y tres hijas                                         |
| Samiye Sultan | 23 de febrero de 1845 | 15 de abril de 1845     | nacido en el Palacio de Topkapı; murió en el Palacio de Çırağan y fue enterrado en la Mezquita Nueva |

## En literatura
- Düzdidil es un personaje de la novela histórica de Hıfzı Topuz Abdülmecit: İmparatorluk Çökerken Sarayda 22 Yıl: Roman (2009).[14]